# LibriVox

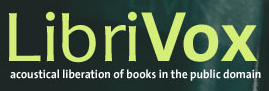
Logo van LibriVox

LibriVox is een internetorganisatie van vrijwilligers die als doel heeft is om alle boeken in het publiek domein gratis beschikbaar te maken in audioformaat en elektronische versie, via het internet. In december 2015 waren reeds meer dan 9000 audioboeken beschikbaar: ongeveer 90 procent van de boeken is Engels, maar ook bijvoorbeeld Nederlandse, Duitse, Franse en Chinese boeken zijn beschikbaar. In december 2010 telde LibriVox boeken en korte verhalen in 31 talen.
In augustus 2016 waren er 24.000 boeken beschikbaar, in 75 talen.
Vrijwilligers van LibriVox lezen hoofdstukken voor uit boeken in het publiek domein en maken hier geluidsopnames van. LibriVox maakt deze vervolgens gratis beschikbaar op internet (onder andere door middel van podcast, ogg en BitTorrent). LibriVox bestaat volledig uit vrijwilligers, is open source, stelt de inhoud gratis beschikbaar en werkt uitsluitend met internet-communicatiemiddelen.
De meeste boeken die opgenomen zijn in de audio-bibliotheek van LibriVox, zijn vervallen in het publiek domein door hun ouderdom. In het Nederlands zijn onder andere Max Havelaar, Camera Obscura, Kees de jongen, Alleen op de wereld, Ferdinand Huyck, Afke's tiental en Tijl Uilenspiegel als compleet luisterboek beschikbaar.